# Taufbecken St-Acceul (Écouen)

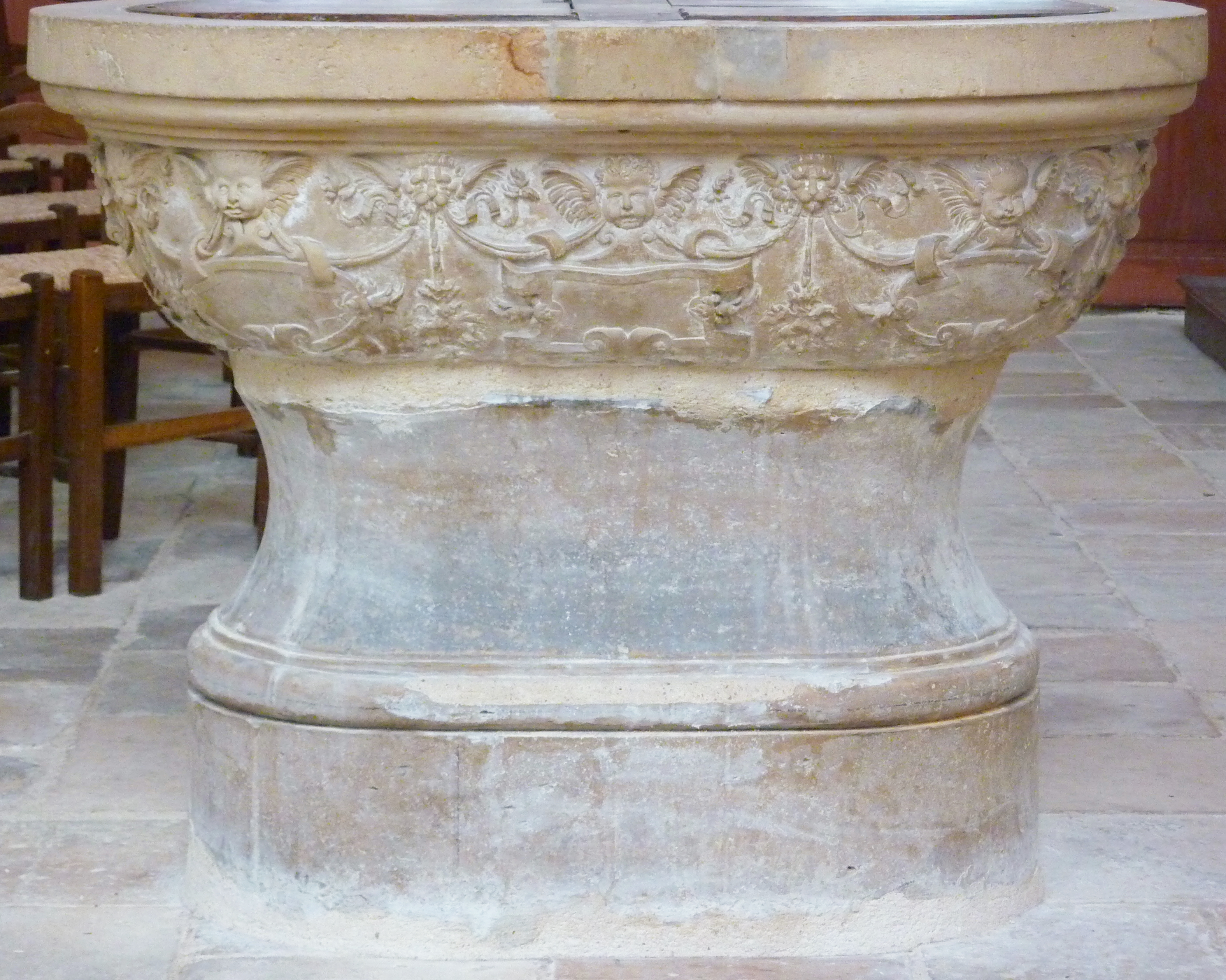
Taufbecken in Écouen

Das Taufbecken in der katholischen Kirche St-Acceul in Écouen, einer französischen Gemeinde im Département Val-d’Oise in der Region Île-de-France, wurde im 16. Jahrhundert geschaffen. Im Jahr 1908 wurde das ovale Taufbecken im Stil der Renaissance als Monument historique in die Liste der geschützten Objekte (Base Palissy) in Frankreich aufgenommen.
Das 1,16 Meter hohe Taufbecken aus Stein ist mit Arabesken, Putten- und Löwenköpfen verziert.  